# Sheng Xuanhuai
Pour les articles homonymes, voir Sheng (homonymie).
Sheng Xuanhuai ((盛宣怀) (4 novembre 1844 - 27 avril 1916) est un haut fonctionnaire de la fin de la dynastie Qing. 
Fils d'un proche du général Li Hongzhang, il commence sa carrière de fonctionnaire grâce à son appui. Corrompu, il allie ses intérêts à ceux de l'État pour construire une puissante fortune personnelle dans le négoce et les chantiers navals. Il est successivement nommé à la tête de l'administration télégraphique impériale chinoise et de l'Université de Tianjin.
En 1902, Sheng négocie avec le diplomate britannique James Mackay et ils signent le traité sino-britannique, connu sous le nom de "Traité de Mackay (en)", qui anticipe l'abolition de l'extraterritorialité en Chine. 
En 1908, au moyen de prêts japonais, il s'empare du contrôle de la Compagnie chinoise de navigation à vapeur et du complexe d'aciéries et de mines Hanyeping. Ministre des transports, il lance en mai 1911 une vaste opération d'emprunts aux banques étrangères pour nationaliser les chemins de fer ce qui provoque de nombreuses révoltes patriotiques et régionalistes, marquant le début de la Révolution chinoise de 1911.